# Thomas-Joseph Gombert
Thomas-Joseph Gombert, né le 15 juillet 1672 à Lille, où il est mort le 23 mai 1724, est un architecte lillois.

## Œuvre
En 1701, il a été choisi par les Carmes déchaussés à Lille afin d'édifier leur chapelle qui a été renommée par la suite l'église Saint-André. Il est également l'auteur de la Grand Garde sur la Grand'Place de Lille, construite en 1717. Le « magasin au bled des châtellenies de Lille, Douai et Orchies », construit peu après sa mort, lui est parfois attribué, sans qu'en l'état des sources il soit possible de l'affirmer.
Symbole de l'arrivée d'une architecture classique après l'annexion de Lille à la France, Thomas-Joseph Gombert a aussi élevé plusieurs hôtels particuliers et immeubles d'habitation dans le nouveau quartier royal, face à la citadelle.
Il est intervenu sur l'allongement du chœur de l'église Saint-Christophe de Tourcoing en 1722.